# 瑞丽时尚先锋
《瑞丽时尚先锋》是瑞丽杂志旗下的一本时尚杂志，于1999年3月创刊。该杂志最初名为《瑞丽可爱先锋》，主要针对20岁左右的女性读者。2005年，《瑞丽可爱先锋》改名为《瑞丽时尚先锋》，目标读者群体也发生改变。2015年，《瑞丽时尚先锋》宣布休刊。该杂志自2016年1月起纸质版停刊，只保留其电子刊。